# Elecciones legislativas de Guinea Ecuatorial de 2017
Las elecciones legislativas de Guinea Ecuatorial de 2017 se celebraron el 12 de noviembre de 2017, junto a elecciones municipales. Los comicios se llevaron a cabo con el propósito de elegir a los miembros de la Cámara de los Diputados y el Senado.

## Sistema electoral
El Senado cuenta con 70 miembros, de los cuales 55 son elegidos y 15 son nombrados por el presidente Teodoro Obiang Nguema Mbasogo.
Los 100 miembros de la Cámara de los Diputados son elegidos por representación proporcional de lista cerrada en distritos electorales plurinominales.

## Desarrollo
El proceso de inscripción electoral se extendió entre el 1 y el 23 de agosto, inscribiéndose en el censo electoral un total de 325.554 personas. La opositora Convergencia para la Democracia Social (CPDS) denunció que el censo fue amañado por el ministro del Interior y presidente de la Junta Electoral Nacional Clemente Engonga, asegurando que se inscribió a menores de edad y fallecidos.
El 18 de septiembre, el presidente Teodoro Obiang disolvió por decreto las dos cámaras del parlamento ecuatoguineano.
El 27 de septiembre el ministro del Interior Clemente Engonga Nguema Onguene fue elegido presidente de la Junta Electoral Nacional (JEN). La oposición se mostró crítica con la composición del órgano, al considerar que este no era independiente ni imparcial respecto al gobierno.

## Partidos participantes
El 28 de septiembre, se proclamó oficialmente la participación de tres formaciones políticas.
De acuerdo a la ley electoral, recibieron financiación pública sólo los partidos que se encuentran representados en el Parlamento, lo cual fue criticado por la oposición. En su conjunto, esta recibió un total de 45.000 euros en fondos públicos. El monto fue calificado como una "limosna" por los partidos opositores.

### Partido Democrático de Guinea Ecuatorial
Participó el gobernante Partido Democrático de Guinea Ecuatorial, que realizó unas primarias parlamentarias para determinar sus candidatos. La campaña del PDGE inició el 27 de octubre, siendo su director Teodoro Nguema Obiang Mangue.
El partido de gobierno se presentó en coalición con la Convención Liberal Democrática (CLD), el Partido Socialista de Guinea Ecuatorial (PSGE), la Alianza Democrática Progresista (ADP), el Partido de la Coalición Social Demócrata (PCSD), la Unión Democrática Social (UDS), la Unión Popular (UP), el Partido Liberal (PL), el Partido Social Demócrata (PSD), la Unión Democrática Nacional (Udena), la Unión Nacional por la Democracia de Guinea Ecuatorial (UNDGE), el Congreso Nacional de Guinea Ecuatorial (CNGE), el Partido Nacional Democrático (PND), la Convergencia Social Democrática y Popular (CSDP) y la Acción Popular de Guinea Ecuatorial (APGE). Este acuerdo de coalición fue ratificado mediante la firma de un convenio el 30 de octubre.
El PDGE finalizó su campaña electoral en un multitudinario acto el día 10 de noviembre, mostrándose confiado en su triunfo.

### Juntos Podemos
Los partidos opositores Convergencia para la Democracia Social (CPDS) y Unión de Centro Derecha (UCD) formaron la coalición "Juntos Podemos" para concurrir a los comicios. El 23 de junio, la policía ecuatoguineana irrumpió en el restaurante donde la coalición estaba siendo presentada, siendo detenidos dos periodistas. La coalición comenzó su campaña el 28 de octubre. Durante el proceso, se denunció que la TVGE no dio cobertura a la agrupación y que esta fue atacada tanto por el PDGE como por el partido opositor Ciudadanos por la Innovación (CI), mediante destrucción de carteles e insultos verbales.  En medio de la campaña, el líder de la CPDS Andrés Esono viajó a Madrid y realizó una gira para obtener apoyos políticos, reuniéndose con personalidades de Podemos, y la Unión General de Trabajadores (UGT). Asimismo, también se entrevistó con el secretario de organización del PSOE, José Luis Ábalos. También recibió el apoyo de Amnistía Internacional, Transparencia Internacional, la asociación Sherpa, el Partido de los Socialistas de Cataluña, y las Juventudes Socialistas de España.  En una entrevista en la Radio Nacional de España, Esono declaró que los comicios eran la “última oportunidad para echar del poder de forma democrática” al régimen de Obiang.
Juntos Podemos concluyó su campaña electoral entre los días 9 y 10 de noviembre.

### Ciudadanos por la Innovación
También participó de los comicios el partido opositor Ciudadanos por la Innovación de Guinea Ecuatorial (CI). El partido fue invitado a unirse a la coalición "Juntos Podemos", pero decidió finalmente concurrir en solitario. Durante la campaña electoral, iniciada el 29 de octubre, se denunció que miembros de este partido fueron agredidos y detenidos por fuerzas gubernamentales, lo cual provocó que el líder de CI Gabriel Nsé Obiang se contactara con el Ministerio del Interior. Los partidos del gobierno respondieron asegurando que habían sido ellos las víctimas de las agresiones, perpetradas según ellas por militantes de CI.
Asimismo, también se denunció que militantes del PDGE impidieron el desarrollo normal de la campaña de CI, especialmente en el distrito de Akonibe. Las autoridades del partido también denunciaron varios conflictos con la justicia y las autoridades electorales. Dados los constantes maltratos de los que según ellos fueron objeto, el partido incluso consideró la posibilidad de retirarse de los comicios.
Ciudadanos por la Innovación concluyó su campaña electoral el día 10 de noviembre.

### Partidos abstencionistas
El Movimiento para la Autodeterminación de la Isla de Bioko (MAIB) y la facción opositora de la Unión Popular (UP) llamaron a la abstención electoral. Lo mismo hicieron el Partido del Progreso de Guinea Ecuatorial (PP) y la Fuerza Demócrata Republicana (FDR). Aun así, estos partidos prestaron apoyo moral a las formaciones opositoras que sí se presentaban, a excepción del PP que consideró la participación de la oposición como una forma de legitimar al régimen.

## Jornada electoral
Para el día de las elecciones, se estableció la ley seca y el tránsito de vehículos motorizados. Asimismo, también se prohibió tener teléfonos móviles en las mesas electorales y "las aglomeraciones que entorpezcan el acceso a las mesas electorales". Según la oposición, al proceso electoral no asistieron suficientes observadores internacionales. Se contó con la presencia de observadores de la Unión Africana (UA), la Comunidad Económica y Monetaria de África Central (Cemac) y la Comunidad de Países de Lengua Portuguesa (CPLP). También asistieron miembros de la Diáspora Africana de Europa, del Plan Internacional de la Democracia, del Instituto Panafricano de Asistencia Electoral, de Abogados Demócratas sin Fronteras y de África Solidaridad.
La votación inició oficialmente a las ocho de la mañana, estando marcada por varias irregularidades. La oposición denunció que militantes del PDGE iniciaron la votación horas antes y que muchas mesas se encontraban situadas en lugares distintos a los previamente señalados, lo cual causaba la ausencia de los interventores opositores. Según CPDS, algunos de ellos incluso fueron detenidos. También tanto Juntos Podemos como CI denunciaron la ausencia de sus papeletas en las mesas. Asimismo, se denunció que autoridades del PDGE coaccionaron a muchos votantes para obtener su sufragio y que se impuso el voto público a favor del partido gobernante. Un interventor de Juntos Podemos fue detenido por tratar de parar esta irregularidad, mientras que un interventor de CI fue golpeado y detenido por militares que monitoreaban el desarrollo del proceso. De hecho, fuerzas militares efectuaron tiros al aire ante la protesta de algunos votantes por las irregularidades. Días después de los comicios, Juntos Podemos denunció que uno de sus interventores, llamado Diosdado Esono Nzang, seguía detenido y se desconocía su paradero. Esono fue finalmente puesto en libertad el día 14 de noviembre.
Según fuentes de la oposición, se imprimió una sola papeleta por partido para las elecciones municipales, legislativas y senatoriales, de tal forma que los votantes no tuvieron posibilidad de escoger papeletas diferentes para cada una de las instituciones, lo cual constituye una violación de la ley electoral vigente. Algunas candidaturas de la oposición para las elecciones municipales fueron anuladas sin justificación alguna por las autoridades electorales.
La agencia de noticias AFP destacó que la jornada transcurría sin incidentes, aunque la señal de internet estaba cortada y había un importante despliegue de las fuerzas de seguridad, incluso en los centros de votación.
A nivel internacional, la Unión General de Trabajadores y Amnistía Internacional siguieron de cerca el desarrollo de los comicios, denunciando también todas la irregularidades registradas.
El gobierno ecuatoguineano desestimó todas las denuncias y declaró que la jornada electoral había transcurrido en un ambiente de normalidad y tranquilidad. El Ministro del Interior Clemente Engonga dijo que la alta participación electoral había sido una muestra de "un gran espíritu de civismo" y que no tenía conocimiento de irregularidad alguna, destacando además el trabajo de los observadores internacionales. El presidente Teodoro Obiang declaró que los ciudadanos estaban "cultivando" el "ensayo democrático" y que la oposición deseaba acceder al poder "por medio de la violencia". Dijo además que se había expresado la "voluntad popular".  Durante la jornada, personalidades del PDGE como el vicepresidente Teodoro Nguema Obiang Mangue se mostraron confiados en la victoria de la formación.
Los colegios electorales cerraron a las seis de la tarde.

## Resultados

### Senado
| Partido | Votos | %     | Escaños | +/–   |
| --- | ----- | ----- | ------- | ----- |
| Partido Democrático de Guinea Ecuatorial y aliados |       | 92.00 | 55      | +1    |
| Ciudadanos por la Innovación de Guinea Ecuatorial |       | 5.77  | 0       | Nuevo |
| Juntos Podemos (CPDS-UCD) |       | 2.23  | 0       | -1    |
| Miembros designados | –     | –     | 15      | –     |
| Total |       | 100   | 70      | 0     |
| Fuente: Gobierno de Guinea Ecuatorial Archivado el 19 de noviembre de 2017 en Wayback Machine. Archivado el 21 de noviembre de 2017 en Wayback Machine. |       |       |         |       |

### Cámara de los Diputados
| Partido | Votos | %     | Escaños | +/–   |
| --- | ----- | ----- | ------- | ----- |
| Partido Democrático de Guinea Ecuatorial y aliados |       | 92.00 | 99      | 0     |
| Ciudadanos por la Innovación de Guinea Ecuatorial |       | 5.77  | 1       | Nuevo |
| Juntos Podemos (CPDS-UCD) |       | 2.23  | 0       | -1    |
| Total |       | 100   | 100     | 0     |
| Fuente: Gobierno de Guinea Ecuatorial Archivado el 19 de noviembre de 2017 en Wayback Machine. Archivado el 21 de noviembre de 2017 en Wayback Machine. |       |       |         |       |

La participación electoral alcanzó el 84%, habiendo sufragado un total de 273.502 personas con 272.022 votos válidos, 904 nulos y 576 en blanco. En las elecciones municipales celebradas paralelamente, el PDGE se hizo con la totalidad de las alcaldías del país. Un total de nueve escaños parlamentarios le correspondieron a los partidos coligados con el PDGE.
El Tribunal Constitucional validó los resultados de las elecciones el 21 de noviembre. El 27 de noviembre, los cargos electos fueron oficialmente proclamados por la Junta Electoral Nacional.

## Reacciones nacionales e internacionales

### Antes de las elecciones
El diputado español Fernando Maura declaró en el Congreso de los Diputados que las elecciones no tenían garantías democráticas ni de libertades. El 24 de octubre tuvo lugar un debate en la Comisión de Exteriores del Congreso de los Diputados sobre la Proposición No de Ley (PNL) presentada por el Partido Socialista Obrero Español (PSOE) relativa a las relaciones con Guinea Ecuatorial. En este debate, se habló de la ilegitimidad de los comicios y de la represión a opositores. El grupo parlamentario de Unidos Podemos pidió al gobierno español no reconocer los resultados de las elecciones.
La investigadora de Human Rights Watch (HRW) Sarah Saadoun declaró que el acoso a la oposición ecuatoguineana crecía durante periodos de elecciones, mientras que por su parte el activista pro-derechos humanos y abogado ecuatoguineano Tutu Alicante hizo hincapié en la ilegitimidad del proceso.
Por su parte, el gobierno ecuatoguineano siempre desestimó todas estas acusaciones.

### Después de las elecciones
Al publicarse los primeros resultados, todas las formaciones políticas opositoras los rechazaron al considerarlos fraudulentos. Tanto Unidos Podemos como CI anunciaron que presentarían un recurso ante los tribunales de justicia, en el que se pediría la anulación de los resultados y la repetición de los comicios. Dicho recurso fue interpuesto el día 20 de noviembre. CI aseguró haber sufrido detenciones arbitrarias y recibido amenazas del gobierno después de aquello. El partido también se negó a firmar las actas electorales oficiales y según ellos el gobierno inició un proceso para ilegalizarles. En diciembre de 2017, la Fiscalía Nacional emitió una orden de búsqueda y captura a toda la ejecutiva nacional de CI.
El Partido Socialista Obrero Español (PSOE), a través de su secretario de Relaciones Internacionales Héctor Gómez, calificó las elecciones como un "fraude democrático" y denunció las múltiples irregularidades registradas, apoyando además la iniciativa de la oposición de presentar un recurso judicial.
La Alianza Progresista emitió un comunicado en el que calificó la manipulación electoral como "repugnante". De forma similar, la Internacional Socialista, en un congreso realizado en Barcelona entre el 24 y el 25 de noviembre al que asistió el Secretario General de la CPDS Andrés Esono Ondó, también condenó los resultados electorales.
Sectores de la oposición en el exilio, como la Alianza Nacional para la Restauración Democrática (ARND) y el Gobierno de Guinea Ecuatorial en el exilio, criticaron a la oposición nacional por sus denuncias, argumentando que las formaciones sabían del fraude y que estaban legitimando al régimen de Obiang.
Los observadores internacionales, en especial los de la Unión Africana, certificaron la legitimidad de los comicios, pero hicieron notar algunas anomalías menores. Para la oposición, los observadores fueron comprados por el gobierno de Obiang. El presidente de Cabo Verde Jorge Carlos Fonseca se mostró crítico con la evaluación de la CPLP y pidió una valoración “más objetiva” de los procesos electorales.  C.I. rechazó categóricamente los informes de la Unión Africana.
El gobierno español, a través del Ministerio de Asuntos Exteriores, puso en duda la legitimidad de los resultados electorales, mostrándose abierto a un diálogo para promover la democracia, el respeto de los derechos humanos y el Estado de Derecho en el país.
Por otro lado, la Unión Europea (a través de la Alta representante de la Unión Europea para Asuntos Exteriores y Política de Seguridad, Federica Mogherini) declaró que las elecciones "implican una mayor restricción al espacio ya de por sí limitado concedido a los partidos de la oposición legales". Desde el Parlamento Europeo, el partido político español Chunta Aragonesista también denunció la falta de garantías democráticas.
El gobierno ecuatoguineano se mostró orgulloso de su victoria y el 20 de noviembre realizó un acto de celebración en la sede del PDGE en Malabo.

## Consecuencias
Durante la segunda quincena de diciembre de 2017, los alcaldes y concejales electos juraron sus cargos. A fines de diciembre, las autoridades ecuatoguineanas aseguraron haber abortado un intento de golpe de Estado perpetrado por mercenarios cameruneses, chadianos y centroafricanos y supuestamente instigado por CI y su líder Gabriel Nsé Obiang. Desde el plano militar, el líder del golpe habría sido el general chadiano Mahamat Kodo Bani, quien confesó haber firmado un contrato por 5000 millones de Franco CFA con políticos guineanos de la oposición. El golpe habría comenzado en la localidad camerunesa de Kye-Ossi, localizada en la frontera entre Camerún y Guinea Ecuatorial. Decenas de mercenarios armados fueron detenidos allí y la frontera fue cerrada por órdenes del gobierno ecuatoguineano. Según la versión oficial del gobierno, el objetivo de los mercenarios era asesinar a Obiang y a su familia. El gobierno chadiano, bajo el presidente Idriss Déby, negó cualquier tipo de participación en los hechos.
CI rechazó absolutamente la acusación en su contra argumentando que todo era un montaje del gobierno. Aun así, el ejército ecuatoguineano rodeó las sedes del partido confinado en su interior a varias personas y muchos de sus militantes (más de 200 personas) fueron detenidos y torturados. El único diputado electo de CI, Jesús Mitogo Oyono Andeme, fue encarcelado en la Prisión Playa Negra. Las Naciones Unidas enviaron un representante especial del Secretario General de Naciones Unidas António Guterres a la ciudad de Malabo para entrevistarse con las autoridades del país. CI pidió que aquel representante también se entrevistara con la oposición asediada. El representante, François Lounceny Fall, llegó a Malabo el 8 de enero y se entrevistó con el presidente Obiang. Ese mismo día, la sede de CI dejó de ser asediada por elementos de las Fuerzas Armadas, (aunque no fueron liberados los militantes detenidos). posiblemente al descubrirse que los verdaderos involucrados eran personas ligadas al gobierno. Según el conocido abogado Ponciano Mbomio, personas "cercanas al Presidente" financiaron a los mercenarios. Esta tesis fue también compartida por sectores de la oposición en el exilio. Familiares del presidente acusaron a la primera dama Constancia Mangue y al vicepresidente Teodoro Nguema Obiang Mangue de haber organizado el golpe, mientras que este último aludido llevó adelante una purga contra sus enemigos políticos al interior del gobierno. Por su parte, el Gobierno de Guinea Ecuatorial en el exilio declaró que todo se trataba de un autogolpe para consolidar el poder de la dictadura.
A mediados de enero, el gobierno convocó varias manifestaciones masivas de condena al golpe. El Ministerio de la Seguridad Nacional emitió un comunicado pidiendo que terminaran los abusos cometidos tras el intento de golpe hacia los chadianos y centroafricanos residentes en el país.

### Constitución del Parlamento y juicio contra CI
En vísperas de la constitución del nuevo parlamento, Obiang designó como senador a Santiago Obama Ndong, presidente de CPDS. Obama Ndong y su partido rechazaron el escaño argumentando que los comicios habían sido fraudulentos. Asimismo, CI aseguró que no se integraría a las instituciones hasta que se regularizara la situación de sus detenidos y su único diputado fuese liberado.
Las dos cámaras del Parlamento se constituyeron el 12 de enero de 2018. Gaudencio Mohaba Mesu fue reelegido como Presidente de la Cámara de los Diputados y Teresa Efua Asangono como presidenta del Senado. El diputado de CI Jesús Mitogo Oyono, al estar aún encarcelado, no pudo jurar su cargo. Tras las elecciones, Obiang disolvió el gobierno del Primer ministro Francisco Pascual Obama Asue con el propósito de remodelar la administración del país. No obstante, Obama Asue fue ratificado en su cargo tras la reforma.
En lo que respecta a la intentona golpista, 146 presos (todos militantes de CI) fueron sometidos desde febrero de 2018 a un juicio cuyas acusaciones no fueron divulgadas hasta el inicio del proceso. 
Los detenidos fueron defendidos por los abogados opositores al régimen Ponciono Mbomio, Fabián Nsue y María Jesús Bikene Obiang, quienes pudieron hablar con sus clientes en prisión durante cortos periodos de tiempo. El juicio se llevó a cabo en Mongomo.
El juicio comenzó el 12 de febrero. Los cargos a los acusados incluyeron   sedición, atentado contra la autoridad, desórdenes públicos, heridas graves y daños. Gran parte de estos delitos estaban también vinculados a los enfrentamientos producidos en Akonibe durante la campaña electoral. El fiscal general David Nguema Obiang aseguró que no se trataría de un juicio político, declaraciones rechazadas por CI. Durante el juicio, los detenidos mostraron señales de tortura física. Fabián Nsue denunció irregularidades en el proceso. Al prestar declaración, muchos detenidos detallaron las torturas que sufrieron. Los procesados no recibieron atención médica alguna. Una mujer embarazada sufrió un aborto como resultado de los maltratos. En la séptima sesión, comparecieron en calidad de testigos el Comisario de policía y el Delegado de Gobierno de Akonibe, quienes declararon sobre los incidentes acaecidos durante la campaña electoral en lugar. Al ser interrogados por la defensa de los procesados, no se pudo acreditar que estos hubiesen incurrido en algún tipo de acto criminal. CI acusó al gobierno de haber instigado los incidentes de Akonibe, y durante la sesión de 21 de febrero se presentaron fotografías y vídeos de los sucesos para clarificar los acontecimientos.
En la tercera sesión del juicio, el fiscal pidió la pena de muerte para todos los procesados. La defensa, en contraste, pidió la absolución. Ante la posibilidad de una condena a muerte colectiva, la Secretaria Ejecutiva de la CPLP Maria do Carmo Silveira se puso en contacto con las autoridades ecuatoguineanas, las cuales desmintieron que se llegara a tomar esa decisión. En la sesión del 23 de febrero, finalmente el fiscal levantó los cargos a la enorme mayoría de los acusados, manteniendo el cargo de sedición con una pena de “prisión mayor a muerte” a un total de 34 procesados. También el fiscal solicitó la ilegalización del partido, lo cual fue condenado por el mismo.
La sentencia del juicio se dio a conocer el 26 de febrero. 36 acusados (incluyendo el diputado Jesús Mitogo Oyono) fueron condenados a 26 años de prisión (en un principio se informó erróneamente que las penas eran de 44 años). Pese a que gran parte de los procesados fueron absueltos, también la sentencia incluyó la ilegalización de CI. CI anunció su intención de recurrir la sentencia, lo cual finalmente concretó interponiendo un recurso de casación ante la Corte Suprema de Justicia. En un comunicado oficial desde España, el Partido Popular, el Partido Socialista Obrero Español, Unidos Podemos, En Comú Podem, Ciudadanos y el Partido Nacionalista Vasco denunciaron la persecución al partido opositor y exigieron el "respeto a los derechos humanos, a las libertades públicas y a las normas elementales de la democracia". En contraste, el PDGE justificó las condenas, lo cual fue repudiado por CI. El partido opositor también advirtió que tanto los condenados a prisión como los liberados podrían haber sido envenenados durante su encarcelamiento, e instó sus seguidores excarcelados a realizarse exámenes médicos.
El Partido del Progreso de Guinea Ecuatorial condenó el juicio y exigió la liberación de todos los procesados. Lo mismo hizo la CPDS, el partido opositor en el exilio Unión por la Democracia y el Desarrollo Social (UDDS), la Alianza Nacional para la Restauración Democrática (ANRD) y el Partido Socialista Francés. El gobierno español se puso en contacto con Gabriel Nsé Obiang y aseguró mantener un diálogo constante con la oposición guineana para promover la democracia. En marzo de 2018, el senador español Carles Mulet García de Compromís redactó una pregunta en el Senado de España, respondida por el Gobierno Español en mayo del mismo año, alusiva a los hechos relacionados con CI acontecidos en Guinea Ecuatorial.
El 2 de mayo de 2018 inició el juicio del recurso de casación interpuesto por el partido para revocar su ilegalización. Dicho proceso estuvo a cargo de los abogados Fabián Nsue y Ponciano Mbomio. La sentencia definitiva fue dictada el 7 de mayo, y confirmó tanto la ilegalización de CI como las condenas a sus militantes. CI se mostró en desacuerdo con el veredicto y acusó al sistema judicial guineano de estar manipulado por el gobierno. La ilegalización de CI también fue condenada por la Convergencia para la Democracia Social (CPDS).